# The Voice (альбом)
The Voice — шостий студійний альбом американського репера Lil Durk, виданий лейблом Alamo Records 24 грудня 2020 р. 29 січня 2021 року вийшла делюкс-версія, що має видозмінену обкладинку. Є останнім альбомом виконавця, дистриб'ютором якого були Geffen Records, позаяк у червні 2021 року Sony Music придбали Alamo Records.

## Передісторія
Назва альбому насправді є давнім прізвиськом Дерка. 28 серпня 2020 року репер оприлюднив світлину себе в соціальних мережах для просування заголовної пісні. Спершу Дерк оголосив про видання нової музики в один день із другим студійним альбомом репера 6ix9ine TattleTales на тлі їхнього конфлікту.
Альбом присвячено покійному американському реперу King Von, давньому другові й тодішньому колезі по лейблу, який загинув від стрілянини в Атланті, штат Джорджія, 6 листопада 2020 року. Його смерть сильно вплинула на Lil Durk, який деактивував свої обліковники в соціальних мережах, поки не анонсував вихід «Backdoor» 20 грудня 2020 року. На обкладинку альбому поміщено їхню спільну світлину. Зазначене на оформленні слово «Grandson» є прізвиськом Вона (укр. «Онук»), даним йому у в'язниці через схожість із Девідом Барксдейлом, засновником чиказької банди Black Disciples.

## Сингли
4 вересня 2020 року вийшов перший окремок «The Voice» разом із відеокліпом. 30 жовтня сталась прем'єра кліпу й синглу «Stay Down», а 21 грудня — кліпу й синглу «Backdoor».

## Комерційний вислід
Дебютував на 46-ій сходинці Billboard 200 із 23 тис. альбомних рівнозначних одиниць за перший тиждень. Реліз стався у четвер, тож продаж альбому за перший тиждень узяли лише за один день, оскільки це був останній день для відстеження данних перед наступним тижнем продажу. На другому тижні платівка посіла 3-тю сходинку із 66 тис. одиниць, на третьому — 2-гу із 48 тис. одиниць, на четвертому — 5-ту із 42 тис. одиниць. Вислід за тиждень, коли вийшла делюкс-версія — 87 тис. одиниць.
Є третім альбомом виконавця, що потрапив до першої десятки Billboard 200. 4 березня 2021 року отримав золотий статус у США.

## Список пісень
| Стандартне видання | Стандартне видання                         | Стандартне видання                                                                        | Стандартне видання                                   | Стандартне видання |
| #                  | Назва                                      | Автор                                                                                     | Продюсер(и)                                          | Тривалість         |
| ------------------ | ------------------------------------------ | ----------------------------------------------------------------------------------------- | ---------------------------------------------------- | ------------------ |
| 1.                 | «Redman»                                   | Дерк Бенкс Джон Лем Малік Байное-Фішер Леонардо Матеус                                    | Lam MalikOTB WassupBans                              | 1:35               |
| 2.                 | «Refugee»                                  | Бенкс Джон Лем Джонфренсіс Мбатта                                                         | Lam Its2ezzy                                         | 1:56               |
| 3.                 | «Death Ain't Easy»                         | Бенкс Джошуа Семюел Генрі Лотас-Шерратт Джованні Рана                                     | TurnMeUpJosh Young Cutta Vani                        | 3:12               |
| 4.                 | «The Voice»                                | Бенкс Семюел Джон Балан Брейлен Ремберт Дайкі Ішіі                                        | TurnMeUpJosh LowLowTurnThatUp Ayo Bleu Trill Dynasty | 2:59               |
| 5.                 | «Backdoor»                                 | Бенкс Семюел Байное-Фішер Ремберт Лачлан Джентл                                           | TurnMeUpJosh MalikOTB Ayo Bleu Aura                  | 3:20               |
| 6.                 | «Still Trappin'» (разом із King Von)       | Бенкс Дейвон Беннетт Крістіан Ворд Кевін Прайс Лондон Джей                                | Hitmaka Go Grizzly                                   | 2:52               |
| 7.                 | «Stay Down» (разом із 6lack та Young Thug) | Бенкс Рікардо Валентайн-мл. Джефрі Вільямс Двен Ейвері Ліланд Вейн                        | DY Metro Boomin                                      | 2:49               |
| 8.                 | «Free Jamell» (разом із YNW Melly)         | Бенкс Джамелл Дімонз Даррелл Джексон                                                      | Chopsquad DJ                                         | 3:20               |
| 9.                 | «Misunderstood»                            | Бенкс Ейвері Браян Сіммонз Ейдріан Герн-мл.                                               | DY TM88 Riko Spazzin                                 | 2:15               |
| 10.                | «Not the Same»                             | Бенкс Ґреґ Текоз                                                                          | G. Fresh Chinaman Hustle                             | 2:29               |
| 11.                | «India, Pt. 3»                             | Бенкс Геґен Ланґе Трентон Тернер                                                          | Hagan Touch of Trent                                 | 2:09               |
| 12.                | «Coming Clean»                             | Бенкс Деавонте Кімбл Морґан О'Коннор Вільям Кітінґ                                        | Topp O'Connor Williskeating                          | 2:28               |
| 13.                | «Going Strong»                             | Бенкс Джон Лем Тадж Вон Френк Ґілліам III                                                 | Lam Tahj Money Tre Gilliam AKel                      | 2:21               |
| 14.                | «Changes»                                  | Бенкс Томас Мур                                                                           | AyeTM                                                | 2:03               |
| 15.                | «Lamborghini Mirrors» (з участю Booka600)  | Бенкс Даронтез Мейо Тернер Сідні Рейнольдз Джейвон Рейнольдз Джозеф Лейтрік Джуніор Сінчі | Touch of Trent The Superiors Leytrick Jay LV         | 2:44               |
| 16.                | «To Be Honest»                             | Бенкс Семюел Лотас-Шерратт Ремберт                                                        | TurnMeUpJosh Young Cutta Ayo Bleu                    | 2:26               |
| 38:38              |                                            |                                                                                           |                                                      |                    |

| Бонус-треки делюкс-видання | Бонус-треки делюкс-видання                     | Бонус-треки делюкс-видання                                            | Бонус-треки делюкс-видання             | Бонус-треки делюкс-видання |
| #                          | Назва                                          | Автор                                                                 | Продюсер(и)                            | Тривалість                 |
| -------------------------- | ---------------------------------------------- | --------------------------------------------------------------------- | -------------------------------------- | -------------------------- |
| 17.                        | «Intro»                                        | Бенкс Мур Тернер Сінчі                                                | Touch of Trent Jay LV StrongzOnTheBeat | 2:19                       |
| 18.                        | «Finesse Out the Gang Way» (з участю Lil Baby) | Бенкс Домінік Джонс Джексон                                           | Chopsquad DJ                           | 3:06                       |
| 19.                        | «Switched Up»                                  | Бенкс Мур                                                             | AyeTM                                  | 2:19                       |
| 20.                        | «Let Em Know»                                  | Бенкс Семюел Балан Ремберт                                            | TurnMeUpJosh LowLowTurnThatUp Ayo Bleu | 2:55                       |
| 21.                        | «Should've Ducked» (з участю Pooh Shiesty)     | Бенкс Лонтрелл Вільямс-мл. Девонте Ричмонд Малікі Декампос            | DJ Bandz DJ FMCT ProdByMo Nom          | 3:12                       |
| 22.                        | «When I'm Lonely»                              | Бенкс Семюел Балан Ремберт                                            | Touch of Trent Hagan LC                | 1:59                       |
| 23.                        | «Every Freakin' Day»                           | Бенкс Джон Лем Ґілліам Івенсон Клозей Ґеррісон Бойкін Дональд Деґрате | Lam Gilliam ThatBossEvan Gwiz          | 2:46                       |
| 24.                        | «Love You» (з участю Sydny August)             | Бенкс Сідні Сміт Ендрю Бонсу                                          | Dilla Park Hill                        | 2:58                       |
| 25.                        | «I Don't Know»                                 | Бенкс Тернер Джейк Мартін Пол Девіс Ґечі                              | Touch of Trent Twoprxducers            | 2:15                       |
| 26.                        | «Movement»                                     | Бенкс Тернер Девін Лем Елає Слеттері                                  | Touch of Trent Foreiign808 Elxyee      | 2:26                       |
| 27.                        | «Last Minute»                                  | Бенкс Семюел Ремберт Джованні Ґарднер                                 | TurnMeUpJosh Ayo Bleu Gorilla          | 1:50                       |
| 28.                        | «Kanye Krazy»                                  | Бенкс Джон Лем Вон Лукас Пейн Стерлінґ Рейнольдз                      | Lam Tahj Money Karltin Bankz LondnBlue | 2:25                       |

Примітки
- «Death Ain't Easy» має додатковий вокал King Von

## Технічний персонал
- Нік Райс — звукорежисер, зведення
- Дарт Мун — звукорежисер
- Джейлон «Lux» Чарльз — звукорежисер
- Bainz — звукорежисер
- Скотт Тейлор-мл. — звукорежисер
- Нікі Джон Пебон — звукорежисер
- Кпрістіан «Castle» Кастілло — зведення, мастеринг
- Ітен Стівенс — зведення
- TurnMeUpJosh — зведення, мастеринг
- Колін Леонард — мастеринг
- Зак «ZSHXCHZ» Шочет — помічник звукорежисера

## Чартові позиції
| Чарт (2020–2021)                           | Найвища позиція |
| ------------------------------------------ | --------------- |
| Бельгія Belgian Albums (Ultratop Flanders) | 139             |
| Канада Canadian Albums (Billboard)         | 6               |
| Нідерланди Dutch Albums (MegaCharts)       | 86              |
| Велика Британія UK Albums (OCC)            | 26              |
| США Billboard 200                          | 2               |
| США Top R&B/Hip-Hop Albums (Billboard)     | 1               |

| Чарт (2021)                           | Позиція |
| ------------------------------------- | ------- |
| US Billboard 200                      | 19      |
| US Top R&B/Hip-Hop Albums (Billboard) | 9       |

| Чарт (2022)      | Позиція |
| ---------------- | ------- |
| US Billboard 200 | 172     |

## Сертифікації
| Регіон                                                      | Сертифікація | Продажі   |
| ----------------------------------------------------------- | ------------ | --------- |
| Велика Британія (BPI)                                       | Срібний      | 60 000    |
| США (RIAA)                                                  | Платиновий   | 1 000 000 |
| продажі+прослуховування, що базуються лише на сертифікаціях |              |           |